# Pingo Doce
Pingo Doce est l'une des plus grandes chaines de supermarchés au Portugal, avec plus de 400 magasins. Cette chaine de super et hypermarchés appartient au groupe belge Delhaize Le Lion et au groupe portugais Jerónimo Martins.

## Histoire

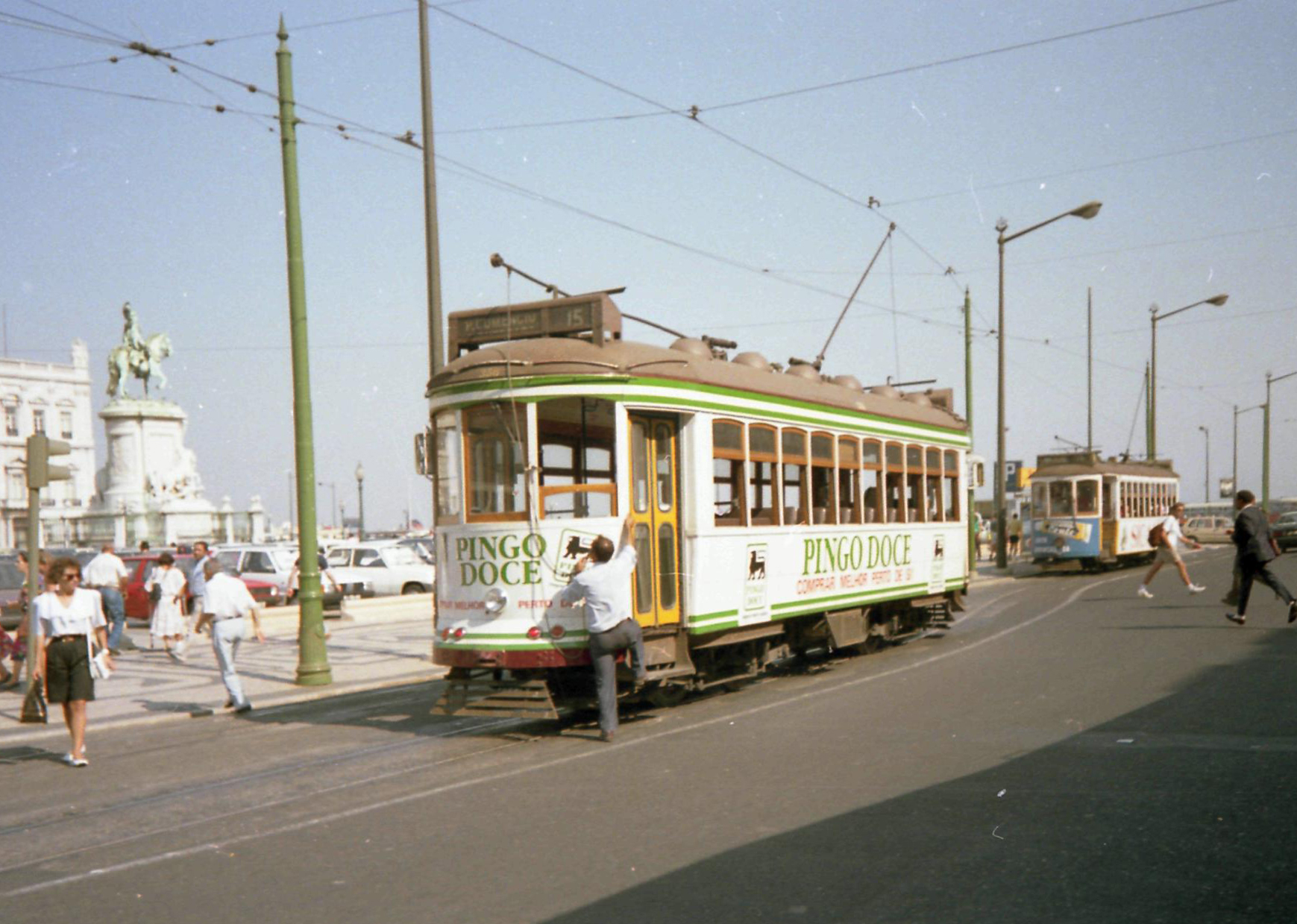
Tramway de Lisbonne (voiture 356, ligne 15, Praça do Comércio), en 1989, faisant de la publicité pour Pingo Doce - voir le logo utilisé à l'époque.

En 1980, Jerónimo Martins crée la société holding et établit un partenariat stratégique avec le groupe Ahold Delhaize « Le Lion/De Leeuw » (coentreprise) pour le développement de Pingo Doce. En 1993, Pingo Doce est devenu le leader de la distribution alimentaire dans le segment des supermarchés.
En 2010, Pingo Doce a lancé dans ses super et hypermarchés, le restaurant et le service de plats à emporter. Entre 2008 et 2010, Pingo Doce a absorbé la marque "Feira Nova" du même groupe.
En 2015, le premier magasin Pingo Doce & Go a ouvert, un nouveau concept de magasin de proximité en partenariat avec les stations d'essence BP, qui sont ouvertes 24 heures sur 24. Jusqu'en mars 2019, il y avait 5 magasins :
- 3 à Lisbonne ;
- 1 à Corroios ;
- 1 dans la zone de service Seixal sur l'A2.

Pingo Doce cherche maintenant à diffuser et à porter ce nouveau concept de magasins de proximité dans toutes les régions du pays.
En janvier 2019, Pingo Doce compte 432 magasins.
En avril 2025, Pingo Doce a lancé ce qu’elle décrit comme le premier restaurant au Portugal doté de caisses automatiques utilisant l’intelligence artificielle. Situé dans l’espace Comida Fresca du centre commercial Alegro Sintra, le système reconnaît les plats directement sur les plateaux des clients grâce à une technologie de reconnaissance d’image avancée. La solution a été développée par la start-up française Retail Robotics Solutions, spécialisée dans la vision par ordinateur pour la restauration. Selon Pingo Doce, l’objectif est de réduire les files d’attente et d’améliorer l’expérience client,,.

## Logo

Logo de Pingo Doce utilisé entre 1993 et 2013.
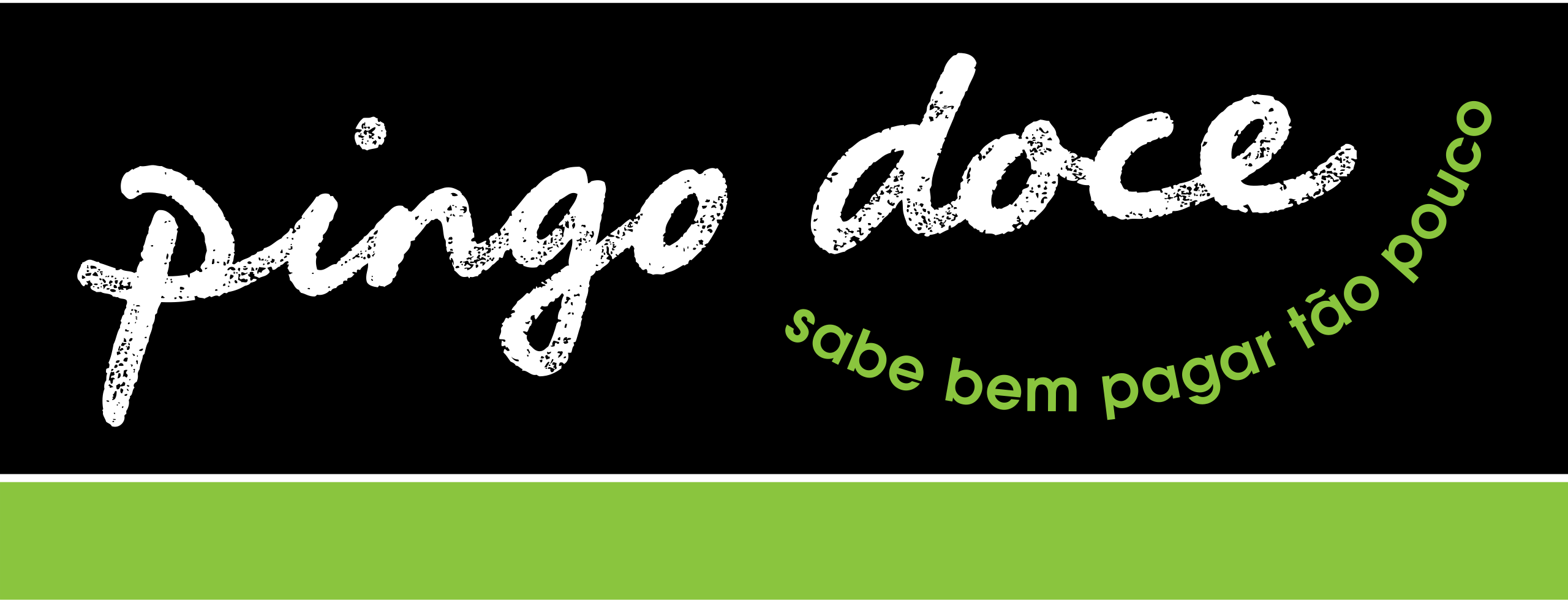
Logo de Pingo Doce depuis 2013.